# Karlsquell

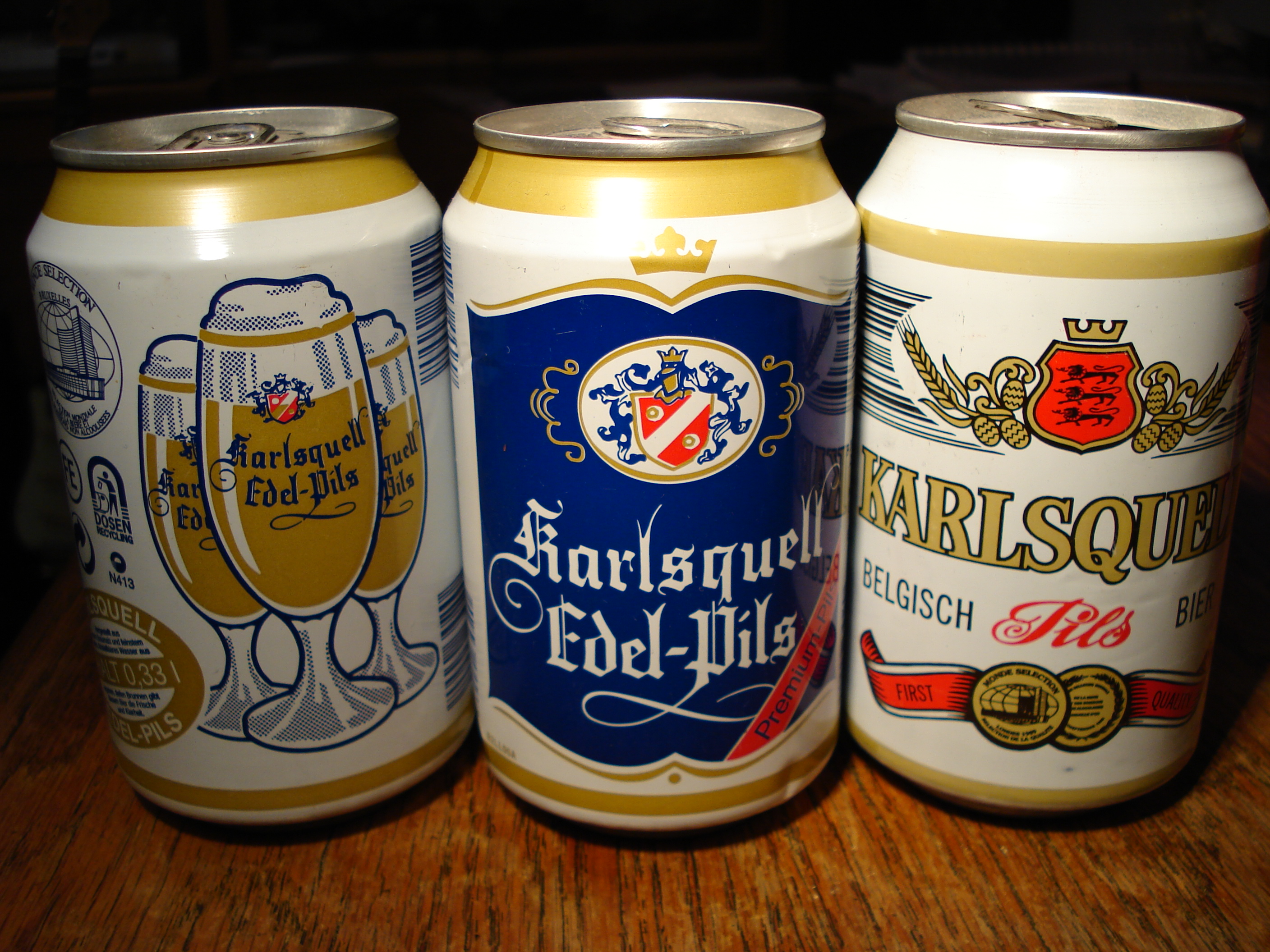

Karlsquell est une marque de bière appartenant au groupe ALDI.
La chanson Karlsquell du groupe punk Slime parle de cette bière.